# Holconia insignis
Espèce
Synonymes
- Voconia insignis Thorell, 1870

Holconia insignis est une espèce d'araignées aranéomorphes de la famille des Sparassidae.

## Distribution
Cette espèce est endémique d'Australie. Elle se rencontre en Nouvelle-Galles du Sud et au Queensland.

## Description
La carapace du mâle décrit par Hirst en 1990 mesure 11,0 mm sur 10,9 mm et l'abdomen 11,0 mm de long sur 8,2 mm et la carapace  de la femelle mesure 14,3 mm de long sur 13,8 mm et l'abdomen 22,5 mm de long sur 14,5 mm.

## Publication originale
- Thorell, 1870 : Araneae nonnullae Novae Hollandie, descriptae. Öfversigt af Königlich Vetenskaps - Akademiens Förhandlingar, vol. 27, p. 367-389.